# 迪士尼頻道系列列表
這裡列出了由迪士尼頻道所製作的電視系列。

## 迪士尼頻道系列

### 1983年
- 米老鼠與好朋友（英语：Good Morning, Mickey!）（1983年4月18日－1992年12月28日）
- Welcome to Pooh Corner（英语：Welcome to Pooh Corner）（1983年4月18日－1986年5月30日）
- Contraption（英语：Contraption (game show)）（1983年4月18日－1989年10月25日）
- You and Me Kid（英语：You and Me Kid）（1983年4月18日－1986年）
- Donald Duck Presents（英语：Donald Duck Presents）（1983年9月1日－1992年）

### 1984年
- Symbol（1984年－1992年）

### 1985年
- Dumbo's Circus（英语：Dumbo's Circus）（1985年－1988年）
- 開心世界（英语：The Wuzzles）（1985年－1986年）

### 1986年
- Kids Incorporated（英语：Kids Incorporated）（1986年－1993年）

### 1989年
- Mickey Mouse Club（1989年－1996年）
- Good Morning Miss Bliss（英语：Good Morning Miss Bliss）（1989年）

### 1991年
- Adventures in Wonderland（英语：Adventures in Wonderland）（1991年－1995年）

### 1992年
- Raw Toonage（英语：Raw Toonage）（1992年9月12日－11月28日）

### 1993年
- 長尾豹歷險記（英语：Marsupilami）（1993年－1995年）

### 1995年
- The Schnookums and Meat Funny Cartoon Show（英语：The Schnookums and Meat Funny Cartoon Show）（1993年10月16日－1995年1月16日）

### 1996年
- 巨鴨奇兵（1996年9月7日－1997年1月10日）

### 2001年
- 米老鼠群星會（英语：Disney's House of Mouse）（2001年－2003年）

## 迪士尼頻道原創系列
- 粗體表現正首播，斜體表預定首播。

### 1995年
- 未來閃影（英语：Flash Forward (1996 TV series)）（1995年12月14日－1999年）

### 1997年
- 瘋狂圖文（英语：Mad Libs (game show)）（1997年2月－1999年）
- 跟著傑夫·科溫去野外（英语：Going Wild with Jeff Corwin）（1997年－1999年）

### 1998年
- Bug Juice（英语：Bug Juice）（1998年2月28日－2001年10月15日）
- Off the Wall（英语：Off the Wall (TV series)）（1998年－1999年）
- 偶像小神探（英语：The Famous Jett Jackson）（1998年10月25日－2001年6月22日）

### 1999年
- 超自然奇遇（英语：So Weird）（1999年1月18日－2001年9月28日）
- 魔法橄欖球（英语：The Jersey）（1999年1月30日－2004年3月23日）

### 2000年
- Totally Circus（英语：Totally Circus）（2000年6月16日－2000年9月24日）
- 活寶家族（英语：Even Stevens）（2000年6月17日－2003年6月13日）
- 少年救護隊（英语：In a Heartbeat）（2000年8月26日－2001年3月25日）

### 2001年
- Totally Hoops（英语：Totally Hoops）（2001年1月7日－2001年4月15日）
- 莉琪的異想世界（2001年1月12日－2004年2月14日）
- 榮耀家族（2001年9月15日－2005年12月31日）

### 2002年
- 麻辣女孩（2002年6月7日－2007年9月7日）
- Totally in Tune（英语：Totally in Tune）（2002年6月23日－2002年8月18日）

### 2003年
- 天才魔女（2003年1月17日－2007年11月10日）
- 星際寶貝史迪奇（2003年9月20日－2006年7月29日）

### 2004年
- 野蠻人戴夫（英语：Dave the Barbarian）（2004年1月23日－2005年1月22日）
- 未來少年菲爾（英语：Phil of the Future）（2004年6月18日－2006年8月19日）
- 小布與偉仔（2004年8月21日－2006年8月25日）

### 2005年
- 杰克龍（2005年1月21日－2007年9月1日）
- 小查與寇弟的頂級生活（2005年3月18日－2008年9月1日）
- 飛天瑪姬（英语：The Buzz on Maggie）（2005年6月17日－2006年6月3日）

### 2006年
- 變身國王上學記（2006年1月27日－2008年11月20日）
- 孟漢娜（2006年3月24日－2011年1月16日）
- Shorty McShorts' Shorts（英语：Shorty McShorts' Shorts）（2006年7月28日－2007年5月25日）
- 替身計畫（2006年9月8日－2009年3月30日）

### 2007年
- 柯瑞當家（2007年1月12日－2008年9月12日）
- 飛哥與小佛（2007年8月17日－2015年6月12日）[note 1]
- 少年魔法師（2007年10月12日－2012年1月6日）

### 2008年
- 小查與寇弟的頂級遊輪生活（2008年9月26日－2011年5月6日）

### 2009年
- 加油！桑妮（2009年2月8日－2011年1月2日）
- 強納斯兄弟：洛城生活（英语：Jonas L.A.）（2009年5月2日－2010年10月3日）

### 2010年
- （2010年4月4日－2014年2月16日）
- 魚樂圈（2010年9月3日－2014年4月4日）
- 舞動青春（2010年11月7日－2013年11月10日）
- 飛哥與小佛會客室（英语：Take Two with Phineas and Ferb）（2010年12月3日－2011年11月25日）
- 冒險王奇克（2010年2月13日）

### 2011年
- 天才學園（2011年5月6日－2014年3月21日）
- 鬧青春！（英语：So Random!）（2011年6月5日－2012年3月25日）
- 惡作劇明星（英语：PrankStars）（2011年7月15日－2011年12月16日）
- 小潔的保姆日記（2011年9月30日－2015年10月16日）
- 奧斯汀與艾莉（2011年12月2日－2016年1月10日）

### 2012年
- 神秘小鎮大冒險（2012年6月15日－2014年8月3日）[note 2]
- Code: 9（英语：Code: 9）（2012年7月26日－2012年9月28日）
- 狗狗部落客（2012年10月12日－2015年9月25日）

### 2013年
- 米奇歡笑多（英语：Mickey Mouse (TV series)）（2013年6月28日－2019年7月20日）
- 莉芙與小曼（2013年7月19日－2017年3月24日）
- 宇宙小奇兵（2013年8月16日－2014年3月1日）[note 2]

### 2014年
- 真的不是我（2014年1月17日－2015年10月16日）
- Win, Lose or Draw（英语：Win, Lose or Draw）（2014年1月17日－2014年5月21日）
- 女孩看世界（2014年6月27日－2017年1月20日）

### 2015年
- 麻辣特工（英语：K.C. Undercover）（2015年1月18日－2018年2月2日）
- 超時空姐妹（英语：Best Friends Whenever）（2015年6月26日－2016年12月11日）
- 星光繼承者：秘密校園（英语：Descendants: School of Secrets）（2015年7月2日－2015年7月26日）
- 夏令營（2015年7月31日－至今）
- 星光繼承者：邪惡世界（2015年9月18日－2017年3月3日）

### 2016年
- 樂在其中（2016年2月14日－2018年7月23日）
- 音樂玩家（英语：Bizaardvark）（2016年6月24日－2019年4月13日）
- 艾蓮娜公主（2016年7月22日－2020年8月23日）
- 機動隊X4（英语：Mech-X4）（2016年11月1日－2017年1月1日）[note 1]

### 2017年
- 魔髮奇緣（2017年3月24日－2020年3月1日）
- 安蒂的青春日記（2017年4月7日－2019年7月26日）
- 尖叫旅社（英语：Hotel Transylvania: The Series）（2017年6月25日－2020年10月29日）
- 魔女之家（2017年7月21日－至今）

### 2018年
- 公主闖天關（2015年1月18日－2019年5月19日）[note 3]
- 新唐老鴨俱樂部（英语：DuckTales (2017 TV series)）（2018年5月1日－2019年9月12日）[note 3]
- 米羅的莫非定律（2018年9月月8日－2019年5月18日）[note 3]
- 大英雄天團（2017年11月20日，2018年6月9日－2020年2月16日）[note 3]
- 格林一家進城趣（2018年6月18日－至今）
- Bug Juice: My Adventures at Camp（英语：Bug Juice: My Adventures at Camp）（2018年7月16日—至今）
- 星球大戰：抵抗組織（2018年10月6日－2020年1月26日）[note 1]
- 古普凯莉问世界（英语：Coop & Cami Ask the World）（2018年10月12日－2020年9月11日）

### 2019年
- 你青春我煩惱（英语：Sydney to the Max）（2019年1月25日－至今）
- 編劇就是你！（英语：Just Roll with It）（2019年6月14日－至今）
- 蛙！小安的奇幻之旅（2019年6月17日－2022年5月14日）
- 終極保姆嘉比（英语：Gabby Duran & the Unsittables）（2019年10月11日－至今）

### 2020年
- 奇幻貓頭鷹小屋（2020年1月10日－至今）
- 闔家樂舞秀（英语：Disney Fam Jam）（2020年2月23日－至今）

### 2021年
- 硫磺泉鎮的祕密（英语：Secrets of Sulphur Springs）（2021年1月15日－至今）
- 幽灵与莫莉·麦琪（2021年10月1日－至今）

## Disney Junior／Playhouse Disney系列

### Playhouse Disney原創系列

#### 1996年
- 波西公園園丁（英语：Percy the Park Keeper）（1996年12月25日－1999年12月12日）

#### 1997年
- 大熊貝爾藍色的家（英语：Bear in the Big Blue House）（1997年10月20日－2006年4月28日）
- 小玻的故事（英语：Discover Spot）（1997年10月21日－2005年6月17日）

#### 1998年
- 水獺小寶貝（1998年3月15日－2000年10月15日）
- 小小歐里的世界（英语：Rolie Polie Olie）（1998年10月31日－2004年2月24日）
- Out of the Box（英语：Out of the Box (TV series)）（1998年10月10日－2004年9月27日）

#### 2001年
- 小熊維尼的故事書（2001年2月9日－2003年7月8日）
- 小小史丹利（英语：Stanley (2001 TV series)）（2001年9月15日－2004年11月26日）
- The Wiggles（2001年9月21日－2007年8月20日）

#### 2003年
- 小小馬戲屋（英语：JoJo's Circus）（2003年9月28日－2007年2月14日）

#### 2004年
- 喜樂鎮英雄（2004年9月12日－2008年1月7日）

#### 2005年
- 大雄貝兒到你家（英语：Breakfast with Bear）（2005年－2006年）
- Johnny and the Sprites（英语：Johnny and the Sprites）（2005年10月9日－2009年1月4日）
- 小愛因斯坦（2005年10月9日－2009年11月30日）

#### 2006年
- 查理與蘿拉（2006年3月19日－2010年6月6日）
- 米奇妙妙屋（2006年5月5日－2016年11月6日）
- 萬能阿曼（2006年9月16日－2013年2月14日）

#### 2007年
- 小熊維尼與跳跳虎（2007年5月12日－2010年10月9日）
- 邦尼快樂城（英语：Bunnytown）（2007年11月3日－2011年10月3日）

#### 2008年
- 創意特攻隊（英语：Imagination Movers (TV series)）（2008年9月6日－2013年4月14日）
- 恰恰特快車（英语：Chuggington）（2008年9月29日－2015年5月29日）

#### 2009年
- 特務歐寶（2009年4月4日－2012年5月17日）
- 咪咪羊（2009年4月6日－2012年7月13日）
- Where Is Warehouse Mouse?（英语：Where Is Warehouse Mouse?）（2009年8月29日－2010年2月2日）
- 妙妙森林（2009年10月5日－2012年10月25日）

### Disney Junior原創系列

#### 2011年
- 傑克與夢幻島海盜（2011年2月14日－至今）

#### 2012年
- 小熊維尼友情故事（2012）
- 小醫師大玩偶（2012年3月23日－至今）
- 小公主蘇菲亞（2012年11月18日－至今）

#### 2013年
- 亨利小怪獸（英语：Henry Hugglemonster）（2013年4月5日－2015年11月30日）

#### 2014年
- 西部警長凱莉（2014年1月20日－2016年11月7日）

#### 2015年
- 明日小子麥爾斯（英语：Miles from Tomorrowland）（2015年2月6日－至今）
- 蒂蒂與小熊（英语：Goldie & Bear）（2015年9月12日－至今）
- 小獅王守護隊（英语：The Lion Guard (TV series)）（2015年11月22日－至今）

#### 2016年
- 艾蓮娜公主（2016年7月22日－至今）

#### 2017年
- 米奇妙妙車隊（英语：Mickey and the Roadster Racers）（2017年1月15日－至今）
- 汪汪一對寶（2017年4月14日－至今）
- 可愛尖牙小娜娜（英语：Vampirina）（2017年10月1日－至今）

## Toon Disney／Disney XD原創系列

### Toon Disney原創系列

#### 2002年
- 老師的寵物（英语：Teacher's Pet (TV series)）（2002年1月11日－2002年5月10日）
- 米老鼠群星會（英语：Disney's House of Mouse）（2002年9月2日－2003年12月24日）
- 霹靂小旋風（2002年9月－2004年3月7日）
- 週末糖黐豆（英语：The Weekenders）（2002年9月－2004年2月29日）

(台灣迪士尼頻道名稱：週末新人類)

#### 2003年
- 下課後（2003年9月3日－2009年2月12日）

#### 2004年
- 校園特警（英语：Fillmore!）（2004年1月2日－2004年1月23日）

#### 2005年
- 特搜戰隊（2005年7月16日－2006年2月2日）

#### 2006年
- 魔法戰隊（2006年2月20日－2006年11月13日）

#### 2007年
- 轟轟戰隊（2007年2月26日－2007年11月12日）

#### 2008年
- 獸拳戰隊（2008年2月18日－2008年11月3日）
- 拖線狂想曲（2008年10月28日－2009年2月13日）

### Disney XD原創系列
2018年，由于迪士尼XD在《神秘小镇大冒险》之后持续亏损，迪士尼频道宣布在2018年会逐渐把绝大部分迪士尼XD原创剧集改为迪士尼频道原创剧集。

#### 2009年
- 飛哥與小佛（2009年2月13日－2015年6月12日）[note 1]
- 少年英雄：艾倫史東（英语：Aaron Stone）（2009年2月13日－2010年7月30日）
- 魔法小武士（2009年2月14日－2009年4月18日）
- 滑板小子阿奇阿魯（英语：Zeke and Luther）（2009年6月15日－2012年4月2日）
- 我的音樂日記（英语：I'm in the Band）（2009年11月27日－2011年12月9日）

#### 2010年
- 冒險王奇克（2010年2月13日－2012年12月2日）
- 王牌兄弟（英语：Pair of Kings）（2010年9月22日－2013年2月18日）

#### 2011年
- （2011年6月13日－2015年3月25日）
- 挑戰海堡：終極挑戰（英语：Fort Boyard: Ultimate Challenge）（2011年10月17日－2012年3月23日）
- 瑞达凯战士

#### 2012年
- 超能高校生（2012年2月27日－2016年2月3日）
- 終極蜘蛛俠（2012年4月1日－2017年1月7日）
- 熱血車城（2012年4月30日－2013年1月7日）
- 創：崛起（2012年5月18日－2013年1月28日）
- 忍者好小子（2012年8月13日－2015年7月27日）
- 伯恩與阿布（英语：Crash & Bernstein）（2012年10月8日－2014年8月11日）
- 斯拉格精灵

#### 2013年
- 復仇者聯盟：正義出擊（英语：Avengers Assemble (TV series)）（2013年5月26日－至今）

- X型威龍（英語:packages from Planet X （页面存档备份，存于））（2013 年 7 月 13 日－2014 年 2 月 24 日）

- 浩克與超人類特工（英语：Hulk and the Agents of S.M.A.S.H.）（2013年8月11日－2015年6月28日）
- 超人救護隊（2013年10月7日－2015年9月9日）

#### 2014年
- 宇宙小奇兵（2014年3月31日－2016年6月27日）[note 2]
- 七寶（2014年7月7日－2016年11月5日）
- 神秘小鎮大冒險（2014年8月4日－2016年2月15日）[note 2]
- 星際大戰：反抗軍起義（2014年10月13日－2018年3月5日）
- 動漫狂柯比（英语：Kirby Buckets）（2014年10月20日－2017年2月2日）
- Penn Zero：太空英雄（英语：Penn Zero: Part-Time Hero）（2014年12月5日－至2017年7月28日）

#### 2015年
- 公主闖天關（2015年3月30日－2018年4月7日）[note 3]
- 玩家指南妙世界（英语：Gamer's Guide to Pretty Much Everything）（2015年7月22日－2017年1月2日）
- 黃瓜與花生（英语：Pickle & Peanut）（2015年9月2日－2018年1月20日）
- 星際異攻隊（英语：Guardians of the Galaxy (TV series)）（2015年9月5日－至今）

#### 2016年
- 超能高校生：精英部隊（英语：Lab Rats: Elite Force）（2016年3月2日－2016年10月22日）
- 惡作劇之行（英语：Walk the Prank）（2016年4月1日－至今）
- 樂高星際大戰：拾荒者冒險記（英语：Lego Star Wars: The Freemaker Adventures）（2016年6月20日－2017年8月16日）
- 未來蟲冒險（英语：Future-Worm!）（2016年8月1日－2018年5月19日）
- 瘋狂怪世界（2016年9月19日－2017年5月31日）
- 米羅的莫非命運（2016年10月3日－2018年4月11日）[note 4][note 3]
- 機器戰將－麥克X4（英语：Mech-X4）（2016年12月5日－至今）[note 1]

#### 2017年
- 新唐老鸭俱乐部（2017年8月12日 —2018年5月1日）[note 3]
- 蜘蛛侠（英语：Spider-Man (2017 TV series)）（2017年8月19日—至今）
- 大英雄天團（英语：Big Hero 6 (TV series)）（2017年11月20日）[note 3]
- 比利·迪利的疯狂地心夏日（英语：Billy Dilley's Super-Duper Subterranean Summer）（2017年6月9日—2017年6月13日）

#### 2018年
- 星球大戰：抵抗組織（2018年10月6日—至今）[note 1]